# Urs Mannhart
Urs Mannhart (* 19. August 1975 in Rohrbach) ist ein Schweizer Schriftsteller.

## Leben und Wirken
Urs Mannhart studierte einige Semester Germanistik, Anglistik und Philosophie; er verdiente seinen Lebensunterhalt später teils als Velokurier. In Der Kleine Bund, der Wochenendbeilage der Tageszeitung Der Bund, hat er seit 2004 sporadisch längere Reportagen veröffentlicht. Zusammen mit Christoph Simon und Lorenz Langenegger bildet er die Autorengruppe Die Autören.
Als Schriftsteller erregte er Aufsehen mit seinem 2004 erschienenen Debütroman «luchs»; das Buch wurde zum Bestseller und liegt mittlerweile in vierter Auflage vor. Das Thema seines ersten Romans entstand aufgrund seines Zivildiensteinsatzes beim Schweizer Luchs-Wiederansiedlungsprojekt KORA. Mannhart schildert in seinem «Umweltkrimi» den Kleinkrieg zwischen «engstirnigen» Bergbauern und «verwissenschaftlichten» Grossraubwild-Biologen bei einem Luchsaussiedlungsprojekt im Berner Oberland, ergänzt und verflochten mit Landschaftsbeschreibungen und Faktenberichten.
Mannhart wurde 2006 von dem Literarischen Colloquium Berlin (LCB) mit einem Aufenthaltsstipendium ausgezeichnet, das auch von der Schweizer Kulturstiftung Pro Helvetia gefördert wurde.
2006 erschien sein zweiter Roman, Die Anomalie des geomagnetischen Feldes südöstlich von Domodossola, für den er 2007 mit dem Buchpreis des Kantons Bern ausgezeichnet wurde.
Im November 2007 erhielt er gemeinsam mit der Autorin Verena Stefan den von der Stadt Bern neu geschaffenen «Weiterschreiben»-Beitrag für Literatur, der den Autorinnen und Autoren eine längere Arbeit an einem literarischen Werk ermöglichen soll. Der mit je 25'000 Franken dotierte Preis wurde Anfang 2008 übergeben. Im August 2008 erschien die Kuriernovelle oder Der heimlich noch zu überbringende Schlüsselbund der Antonia Settembrini; eine Novelle, in der die abenteuerliche erste Schicht eines Velokuriers geschildert wird. Dieser Text ist Teil des Velokurierbuchs, das anlässlich des 20-jährigen Bestehens der Genossenschaft Velokurier Bern herausgegeben wurde. 2017 wurde Mannhart mit einem Conrad-Ferdinand-Meyer-Preis ausgezeichnet. 2017 wurde er zum Ingeborg-Bachmann-Wettbewerb eingeladen. 
Urs Mannhart und der Satiriker Matthias Kunz haben 2016 zusammen das Theaterstück «Ds chlinere Übel – Es Dorf schuflet a sire Zuekunft» geschrieben. Die Uraufführung des Theaterstückes fand im Oktober 2016 in Langenthal statt.  
Mannhart lebt und arbeitet derzeit (Stand 2017)  auf einem Bio-Bauernhof in Iffwil.

## Kritik
Im Frühjahr 2014 erschien sein Roman Bergsteigen im Flachland. Mannhart wurde vorgeworfen, dass er für sein Buch mehrere Reportagen von Thomas Brunnsteiner verwendet hatte, die zwischen 2000 und 2006 unter anderem in der Neuen Zürcher Zeitung veröffentlicht wurden und 2007 in dem Band Bis ins Eismeer erschienen sind. Mannhart räumte ein, dass er Reportagen verwertet und zitiert hat, ohne die Quelle angemessen zu nennen. Brunnsteiner klagte gegen Mannhart und erreichte im September 2014 ein vorläufiges Verkaufsverbot des Buchs. Nach einem Vergleich vor dem Handelsgericht in Zürich am 22. Juli 2015 stellte sich der Vorwurf gegen Mannhart jedoch als haltlos heraus. Brunnsteiner musste seine Klage zurückziehen und dem Verlag 20 000 Schweizer Franken Schadenersatz zahlen.

## Werke
- Luchs. Bilger, Zürich 2004 (3. Auflage 2005), ISBN 3-908010-70-5.
- Die Anomalie des geomagnetischen Feldes südöstlich von Domodossola. Bilger, Zürich 2006, ISBN 3-908010-82-9.
- Kuriernovelle oder Der heimlich noch zu überbringende Schlüsselbund der Antonia Settembrini. In: Velokurierbuch. Eigenart, Bern 2008, ISBN 978-3-909990-21-4.
- Bergsteigen im Flachland. Secession, Zürich 2014, ISBN 978-3-905951-32-5.[5]
- Gschwind oder Das mutmasslich zweckfreie Zirpen der Grillen. Secession-Verlag, Berlin 2021 / ISBN 978-3-96639-039-2.
- Lentille. Aus dem Leben einer Kuh. Matthes & Seitz, Berlin 2022, ISBN 978-3-7518-0809-5.